# Friedrich Wilhelm Konow
Friedrich Wilhelm Konow (ur. 11 lipca 1842 w Mechow, zm. 18 marca 1908 w Teschendorf) – niemiecki entomolog specjalizujący się w błonkówkach, szczególnie pilarzowych.
Z zawodu był wikariuszem, zajmując się entomologią w wolnym czasie. Napisał Familie Tenthredinidae w publikacji Philogène Wytsmana Genera Insectorum, a także wiele krótkich artykułów opisujących pilarzeowe z całego świata. Jego zbiory entomologiczne znajdują się w Niemieckim Instytucie Entomologicznym, Biozentrum Grindel und Zoologisches Museum w Hamburgu, oraz w berlińskim Muzeum Historii Naturalnej.